# 北密歇根
北密西根州（英语：Northern Michigan），也稱為北下密西根州（Northern Lower Michigan，該州更南部地區的居民和來自底特律等城市的夏季居民通俗地稱為“上北部”（Up North）），是美國密西根州的一個地區。 它是一個受歡迎的旅遊目的地，擁有多個中小城市、廣闊的州立和國立森林、湖泊和河流以及五大湖岸線的大部分。 該地區有大量季節性人口，就像其他依賴旅遊業作為主要產業的地區一樣。
密西根州北部属于下半岛，與更北的上半島和皇家島不同，後者也位於密西根州「北部」。 密西根州下半島最北端的21個縣，該地區總人口為506,658人。